# Edelkitsch

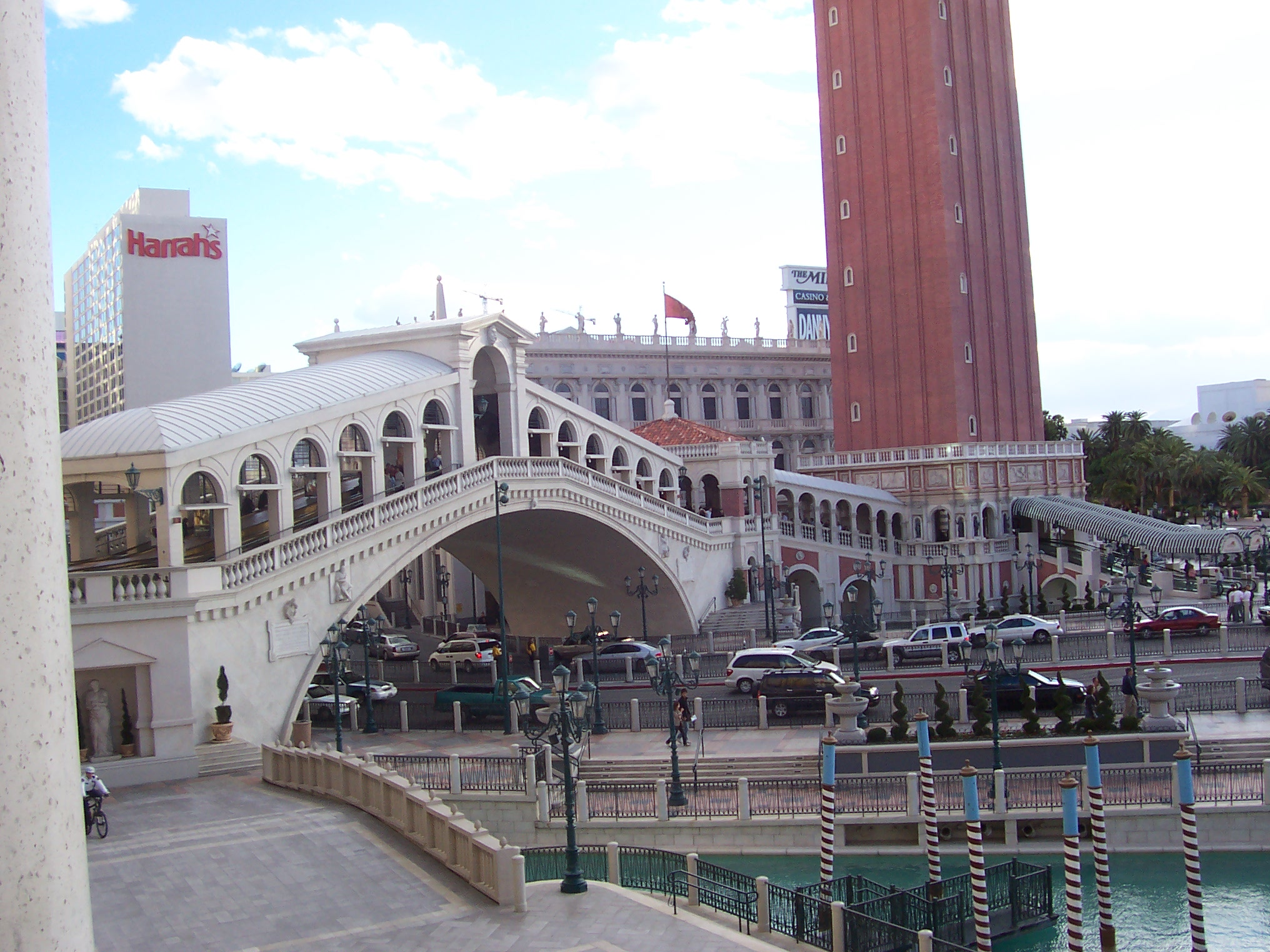
De Ventiaanse Rialtobrug, nagebouwd in een hotel in Las Vegas

Edelkitsch is kitsch met de pretentie van grote kunst.
Zaken die als edelkitsch gezien kunnen worden zijn bijvoorbeeld de Disneylands en vergelijkbare pretparken, de hotels in Las Vegas, verscheidene folly's - neostijlen zijn zeer gevoelig voor de beschuldiging van kitsch - verscheidene idealiserende standbeelden en schilderijen, operette, musical en fantasyromans. Of een bepaalde cultuuruiting edelkitsch is of beter als "echte" kunst gezien kan worden is afhankelijk van argumentatie, interpretatie en definitie.